# Fruntimmersavdelningen vid Kungliga Akademien för de fria konsterna
Fruntimmersavdelningen vid Kungliga Akademien för de fria konsterna inrättades 1864, och upplöstes 1925. Det var en enskild klass för kvinnliga studerande vid Kungliga konstakademien. 
Ursprungligen tilläts kvinnor endast studera vid Konstakademien med speciell dispens. Wilhelmina Krafft studerade under 1790-talet vid Konstakademien. År 1847 hade fyra kvinnliga extraelever tillåtits delta i viss undervisning vid akademien, då skulpturläraren Carl Gustaf Qvarnström lyckades få in Amalia Lindegren, Jeanette Möller, Agnes Börjesson och Lea Ahlborn som elever. De fyra kvinnliga konstnärerna fick dock bara tillåtelse att delta vid undervisningen i teckning efter antika gipsskulpturer.
När fruntimmersavdelningen öppnade hösten 1864 blev det för första gången möjligt för kvinnor att som ordinarie elever genomgå en fullständig konstutbildning. Konstakademien blev den första av de kungliga konstakademierna i världen med att erbjuda konstutbildning för såväl kvinnliga som manliga elever. De kvinnliga eleverna undervisades nu också för första gången i teckning efter levande modell. Däremot fick kvinnliga konstelever inte studera kroki efter helt naken manlig modell, varför dessa långt in på 1900-talet fick bära underbyxor. Detta skilde dem från manliga elever, som fick studera både manliga och kvinnliga nakenmodeller helt nakna. Öppnandet av fruntimmersavdelningen innebar också att det blev möjligt för kvinnor att tilldelas medaljer och resestipendier. Undervisningen vid fruntimmersavdelningen skedde avskild från övrig undervisning vid akademien, och kvinnliga och manliga elever fortsatte att undervisas separat fram till 1925, då de två utbildningarna formellt slogs ihop.
Den första kullen på 18 kvinnliga elever som togs in hösten 1864 kallades "akademiflickorna", och innehöll bland andra Amanda Sidwall, Mimmi Zetterström, Christine Sundberg, Anna Nordgren, Sophie Södergren och Anna Nordlander. Bland andra konstnärer som utbildats på fruntimmersavdelningen märks Karin Bergöö, Julia Beck, Eva Bonnier och Hilma af Klint.